# Lípa v Bystřici u Bělé nad Radbuzou
Lípa v Bystřici u Bělé nad Radbuzou je památný strom v severozápadní části bývalé návsi vesnice Bystřice (Wistersitz) vpravo od silnice u rozcestí směrem na Liščí horu (Fuchsberg) a Novosedly (Neubäu). Obvod jejího kmene měří 395.

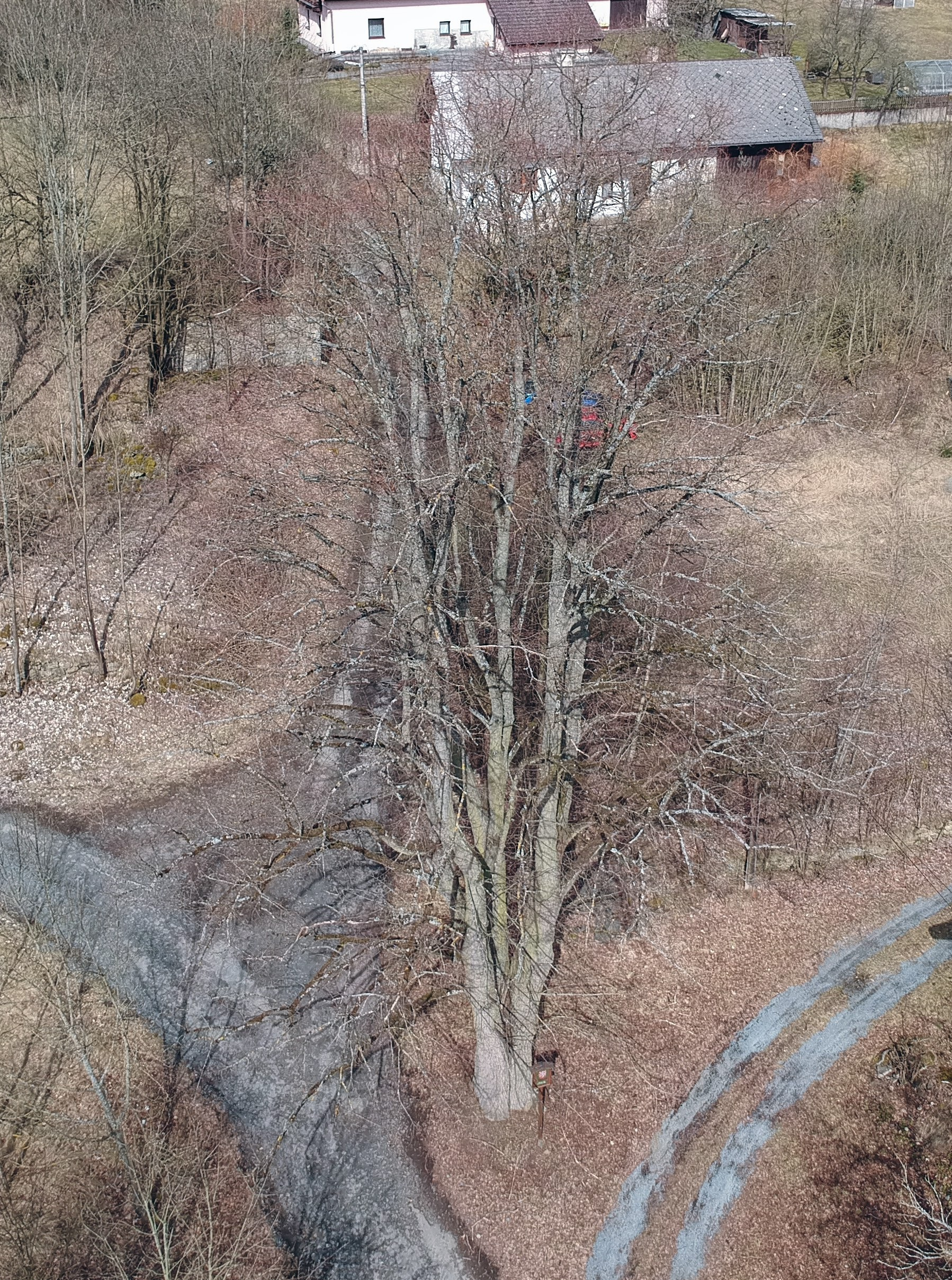
Pohled z dronu na lípu v předjaří

## Stromy v okolí
- Dub v Čečíně
- Ořešák v Doubravce
- Smrk na Karlově Huti